# Majskij (Cabardino-Balcaria)
Majskij (in russo Майский?) è  una città della Russia, situata in Cabardino-Balcaria ed ospitava nel 2010 una popolazione di circa 26.000 abitanti. La città sorge alla confluenza fra i fiumi Terek e Čegem, a circa 40 chilometri da Nal'čik. Fondata nel 1819, ha ricevuto lo status di città  nel 1965 ed è capoluogo del Majskij rajon.